# 니아 피플즈

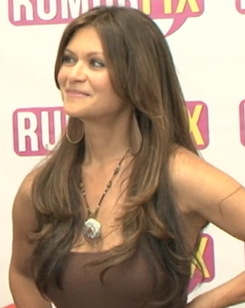

니아 피플스(Nia Peeples, 1961년 12월 10일 ~ )는 미국의 배우, 가수이다.
할리우드에서 태어났다.

## 출연 작품
- 디 언톨드 스토리 (2019년)
- Miracle Underground (2016)
- 데스 스파이더 (2015년)
- 단테스 파라다이스 다큐먼티드 (2015년)
- 단테스 퍼거토리 다큐먼티드 (2014년)
- 랩 댄스 (2014년) - 켈리 역
- 스타로부터 스무 발자국 (2013년) - 본인 역
- 단테스 헬 애니메이티드 (2012년)
- 울프맨 : 비스트 헌터 (2012년) - 발도마 역
- 배틀 오브 월드 (2011년) - 칼라 역
- 시민 제인 (2009년)
- 코노 워 (2006년)
- 서브 제로 (2005년)
- 하프 패스트 데드 (2002년) - 49er 식스 역
- 명탐정 말로위 (1998년)
- 로빈 쿡의 끝 (1996년) - 자넷 리어든 역
- 브루드하운드 2 (1996년)
- 개 목걸이 2 (1995년)
- 서브젝트 솔저 (1995년)
- 내 이름은 케이트 (1994년)
- 위험한 증거 (1994년)
- 시티 레인져 (1993년)
- 이젠 키스 안 사요 (1992년)
- 수영복 (1989년)
- 기동타격대 (1989년)
- 딥 식스 (1989년)
- 격정의 파도 (1987, North Shore)

### 텔레비전
- 우리 생애 나날들 (1983)
- 내일은 스타 (1983-86)
- Nasty Boys (1989-90)
- 더 영 앤 더 레스트리스 (2007-09)
- 프리티 리틀 라이어스 (2010-17) - 팸 필즈 역